# Alimento funcional

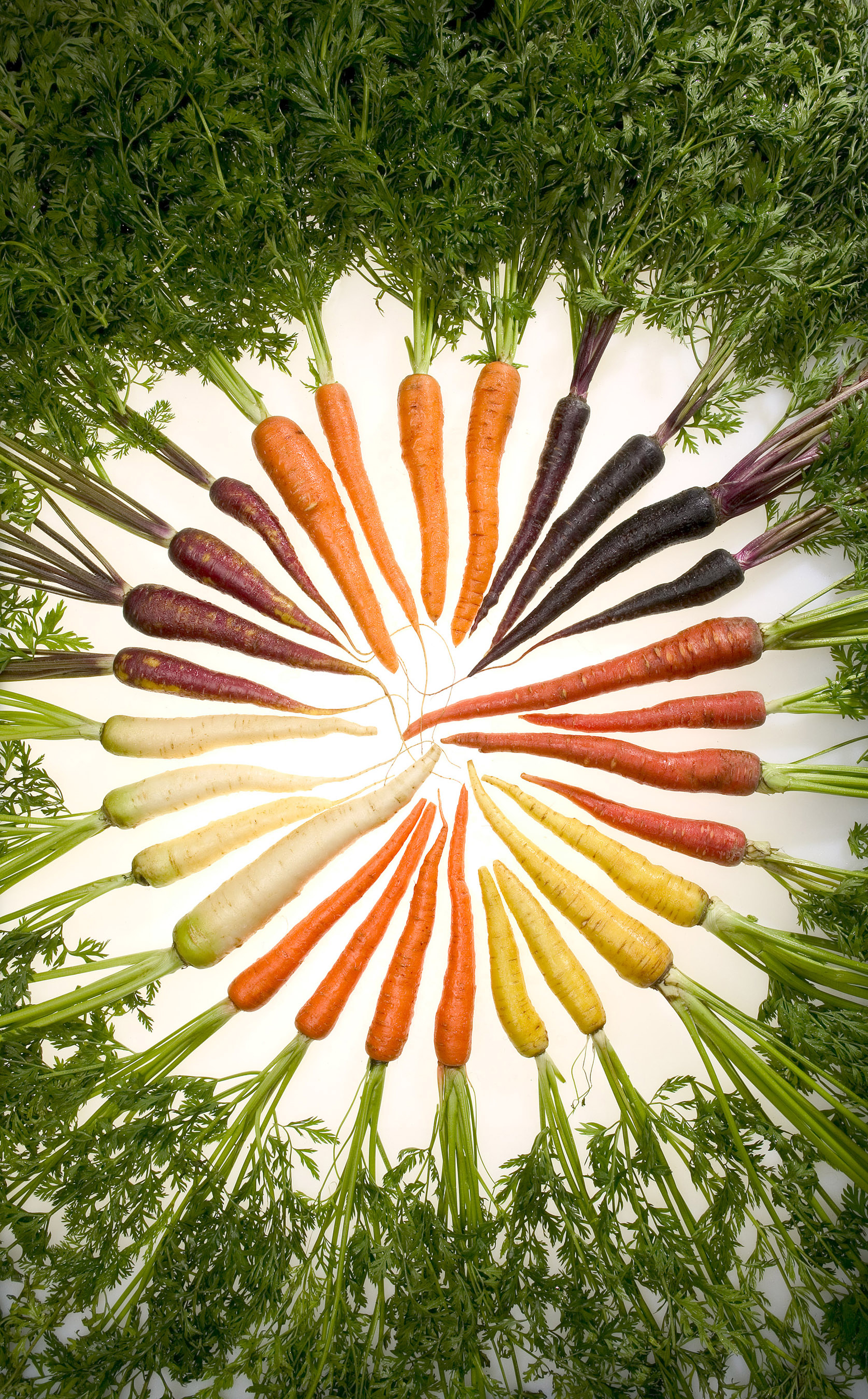
A cenoura, por ser rica em beta-caroteno e fibras insolúveis, é considerada um alimento funcional.

Alimento funcional é todo alimento que produz efeitos metabólicos e/ou fisiológicos e/ou efeitos benéficos à saúde, quando consumidos usualmente e acompanhados por hábitos saudáveis.
Alimento funcional é todo alimento que além das propriedades nutricionais básicas produz efeitos metabólicos e/ou fisiológicos e/ou efeitos benéficos à saúde, quando consumidos usualmente, devendo ser seguro para o consumo. Pode ser um alimento natural ou processado apresentando características que podem proporcionar benefícios para prevenção ou promoção da saúde.  Os alimentos e ingredientes funcionais podem ser classificados de dois modos: quanto à fonte, (de origem vegetal ou animal), ou quanto aos benefícios que oferecem, atuando em seis áreas do organismo: no sistema gastrointestinal; no sistema cardiovascular; no metabolismo de substratos; no crescimento; no desenvolvimento; diferenciação celular no comportamento das funções fisiológicas;e comoAntioxidante|antioxidantes.

## Histórico
O conceito de alimentos funcionais foi inicialmente introduzido no Japão, em referência aos alimentos usados na dieta normal que apresentavam benefícios fisiológicos ou contribuíam para a redução de doenças crônicas. Esses alimentos de uso específico para saúde são amplamente adotados no mundo, porém a sua regulamentação acontece a critério da região em que está inserido.

## Conceitos
Os alimentos funcionais podem ser divididos de acordo com quatro conceitos entre as definições apresentadas :
1) Benefícios à saúde. Alimentos ou seus componentes que podem trazer benefícios
específicos para tratar ou prevenir determinada doença.
2) Natureza do alimento. A maior parte das definições apontam que alimentos funcionais devem ser ou parecer alimentos naturais. Porém algumas estipulam que podem ser fortificados, enriquecidos ou ter algum ingrediente adicional ou a remoção de algum
componente que pode trazer algum dano à saúde se consumido em excesso.
3) Nível de função. Todos os alimentos apresentam propriedades nutricionais, no entanto, o que faz um alimento ser funcional são as características e as funções nutricionais básicas.
4) Padrão de consumo. Esse conceito estabelece que um alimento funcional pode ser parte da dieta ou se ajustar a um padrão de consumo em determinada localização geográfica ou contexto cultural. Portanto, um alimento pode ser considerado funcional em um local e em outro não.

## Componentes funcionais nos alimentos
- Carotenóides:

o Alfa-caroteno e beta-caroteno estão presentes em alimentos vegetais de coloração alaranjada e auxiliam no combate aos radicais livres
As Luteínas e a zeastaxantina são encontradas em vegetais verdes, ovos e milho, respectivamente, e beneficiam a visão.
o Licopeno é encontrado em tomate e derivados reduzem o risco de câncer de próstata.
- Fibras dietéticas:

As Fibras solúveis, como a beta glucana encontradas na aveia, contribuem para a redução do risco de doenças cardiovasculares
As Fibras insolúveis, encontradas no trigo, podem contribuir para a redução do  risco de câncer de cólon e mama
- Ácidos graxos

o Ômega 3 é encontrado em peixes contribuem para reduzir o risco de doenças cardiovasculares e melhora das funções visuais e mentais
o Ômega 6 é encontrado em queijo e carne auxilia na redução do risco de alguns tipos de câncer
- Flavonóides

As Antocianidinas, catequinas, flavononas e flavonas, encontradas em frutas e chá verde, contribuem no combate aos radicais livres e redução do risco de câncer.
- Probióticos

As Lactobacilos contribuem para a melhora das funções gastrointestinal
- Fitoestrógenos

As Isoflavonas são encontradas em soja e derivados e auxiliam na redução dos sintomas da menopausa
AS Lignanas, encontrada em vegetais, têm efeitos protetores contra o câncer de mama, ovário e útero

## Hábito alimentar
Com o aumento da expectativa de vida dos brasileiros e ao mesmo tempo o crescente aparecimento de doenças crônicas como obesidade, aterosclerose, hipertensão, osteoporose, diabetes e câncer, está havendo uma preocupação maior, por parte da população e dos órgãos públicos de saúde, com a alimentação.
Hábitos alimentares adequados como o consumo de alimentos pobres em gorduras saturadas e ricos em fibras presentes em frutas, legumes, verduras e cereais integrais, juntamente com um estilo de vida saudável (exercícios físicos regulares, ausência de fumo e moderação no álcool) passam a ser peça chave na diminuição do risco de doenças e na promoção de qualidade de vida, desde a infância até o envelhecimento.
Um ponto que vale a pena ser comentado, é o fato de que alguns alimentos industrializados possuem concentrações muito baixas dos componentes funcionais, sendo necessário o consumo de uma grande quantidade para a obtenção do efeito positivo mencionado no rótulo. No caso do leite enriquecido com ômega 3, por exemplo, seria mais fácil e vantajoso, o consumidor continuar ingerindo o leite convencional e optar pela fonte natural de ômega 3 que é o peixe. Primeiro, porque normalmente os produtos industrializados com ação funcional são mais caros, segundo pois o peixe tem outros nutrientes importantes a oferecer como proteínas de boa qualidade, vitaminas e minerais. Portanto, o produto contendo a substância funcional não substitui por completo, o alimento de onde foi retirado tal composto, uma vez que apresenta apenas uma característica deste
Ainda em relação aos produtos industrializados com caráter funcional, é importante esclarecer que o simples consumo desse tipo de alimento, com a finalidade de obter um menor risco para o desenvolvimento de doenças, não atingirá o objetivo proposto se não for associado a um estilo de vida saudável levando em consideração principalmente, a alimentação e a atividade física.
Por fim, uma alimentação equilibrada e variada incluindo, diariamente, alimentos de todos os grupos na proporção correta já fornece alimentos com propriedades funcionais naturais, sendo desnecessária a aquisição de produtos funcionais industrializados normalmente com custo mais elevado para obter os nutrientes essenciais e os benefícios à saúde.

## Lista de alimentos funcionais[6]
| Composto                                     | Ação | Alimentos onde é encontrado |
| -------------------------------------------- | --- | --- |
| Isoflavonas                                  | Ação estrogênica (reduz sintomas da menopausa) e anti-câncer | Soja e derivados |
| Proteínas de soja                            | Redução dos níveis de colesterol | Soja e derivados |
| Ácidos graxos ômega-3                        | Redução do LDL - colesterol; ação anti-inflamatória; é indispensável para o desenvolvimento do cérebro e da retina de recém nascidos                                         | Peixes marinhos como sardinha, salmão, atum, anchova, arenque, etc                                                                                         |
| Ácido a - linolênico                         | Estimula o sistema imunológico e tem ação anti-inflamatória | Óleos de linhaça, colza, soja; nozes e amêndoas |
| Catequinas                                   | Reduzem a incidência de certos tipos de câncer, reduzem o colesterol e estimulam o sistema imunológico                                                                       | Chá verde, cerejas, amoras, framboesas, mirtilo, uva roxa, vinho tinto                                                                                     |
| Licopeno                                     | Antioxidante, reduz níveis de colesterol e o risco de certos tipos de câncer, como de próstata                                                                               | Tomate e derivados, goiaba vermelha, pimentão vermelho, melancia                                                                                           |
| Luteína e Zeaxantina                         | Antioxidantes; protegem contra degeneração macular | Folhas verdes (luteína). Pequi e milho (zeaxantina) |
| Indóis e Isotiocianatos                      | Indutores de enzimas protetoras contra o câncer, principalmente de mama | Couve flor, repolho, brócolis, couve de bruxelas, rabanete, mostarda                                                                                       |
| Flavonóides                                  | Atividade anti-câncer, vasodilatadora, anti-inflamatória e antioxidante | Soja, frutas cítricas, tomate, pimentão, alcachofra, cereja                                                                                                |
| Fibras solúveis e insolúveis                 | Reduz risco de câncer de cólon, melhora o funcionamento intestinal. As solúveis podem ajudar no controle da glicemia e no tratamento da obesidade, pois dão maior saciedade. | Cereais integrais como aveia, centeio, cevada, farelo de trigo, etc; leguminosas como soja, feijão, ervilha, etc.; hortaliças com talos e frutas com casca |
| Prebióticos - frutooligossacarídeos, inulina | Ativam a microflora intestinal, favorecendo o bom funcionamento do intestino                                                                                                 | Extraídos de vegetais como raiz de chicória e batata yacon                                                                                                 |
| Sulfetos alílicos (alilsulfetos)             | Reduzem colesterol, pressão sanguínea, melhoram o sistema imunológico e reduzem risco de câncer gástrico                                                                     | Alho e cebola |
| Lignanas                                     | Inibição de tumores hormônio-dependentes | Linhaça, noz moscada |
| Tanino                                       | Antioxidante, anti-séptico, vaso-constritor | Maçã, sorgo, manjericão, manjerona, sálvia, uva, caju, soja                                                                                                |
| Estanóis e esteróis vegetais                 | Reduzem risco de doenças cardiovasculares | Extraídos de óleos vegetais como soja e de madeiras |
| Probióticos - Bífidobacterias e Lactobacilos | Favorecem as funções gastrointestinais, reduzindo o risco de constipação e câncer de cólon                                                                                   | Leites fermentados, Iogurtes e outros produtos lácteos fermentados                                                                                         |